# En ljuv kvinna
En ljuv kvinna (franska: Une femme douce) är en fransk dramafilm från 1969 i regi av Robert Bresson. Filmen bygger på novellen "Den milda" av Fjodor Dostojevskij.